# 도널드 L. 터커 시빅 센터
도널드 L. 터커 시빅 센터(Donald L. Tucker Civic Center)는 미국 플로리다주 탤러해시에 위치한 실내 경기장이다. 과거 ECHL 탤러해시 타이거 샤크스의 홈경기장으로 사용했다.